# Per Lennerman
Per-Eric Herman Lennerman, född 1 januari 1952 i Linköpings församling i Östergötlands län, är en svensk militär.

## Biografi
Lennerman avlade officersexamen vid Krigsskolan 1975 och utnämndes samma år till löjtnant vid Svea trängregemente, där han var plutonchef 1975–1977. Han befordrades till kapten 1978, var plutonchef i FN-bataljonen 70 M på Sinaihalvön 1978, var chef för Arméingenjörkadettskolan 1979–1981, gick Allmänna kursen på Armélinjen vid Militärhögskolan 1981–1982, var ställföreträdande kompanichef vid Svea trängregemente 1982–1984 och befordrades till major 1983. Han gick Stabskursen på Armélinjen vid Militärhögskolan 1984–1986, var kompanichef vid Göta trängregemente 1986–1987, var detaljchef[källa behövs] vid Försvarsstaben 1987–1988, var lärare vid Stabskursen på Armélinjen vid Militärhögskolan 1988–1991 och var chef för Arméns krigshögskola 1991–1994, befordrad till överstelöjtnant 1993. Därefter gick han United Nations Staff Course 1995, var stabschef vid Försvarsmaktens internationella kommando 1995–1996, var ställföreträdande avdelningschef i Arméledningen i Högkvarteret 1996–1997, var chef för Grundorganisationssektionen i Utbildningsavdelningen i Arméledningen i Högkvarteret 1997–1998 och var chef för Norrlands trängkår 1998–2000, befordrad till överste 1999. Han var därefter chefsutvecklare för armén i Bemanningsavdelningen i Grundorganisationsledningen i Högkvarteret 2000–2003[källa behövs] och avdelningschef för KFOR (J 9) vid Högkvarteret 2003–2004.[källa behövs] Lennerman var försvarsattaché vid ambassaden i Oslo 2004–2007.